# 1er arrondissement de Bangui
Le 1er arrondissement de Bangui est le plus central de la ville et constitue le cœur  historique de la capitale centrafricaine. Situé au pied de la colline de Gbazabangui, on y trouve la Présidence et le PK0 (point kilométrique zéro), point de départ des principales avenues qui rayonnent à travers la capitale, avenue de l’Indépendance, avenue Barthelémy Boganda et avenue David Dacko (RN6).

## Situation
Il est limité au Nord par le 4e arrondissement, à l’Est : le 7e arrondissement, au sud-est : Zongo (République démocratique du Congo), au Sud-Ouest : le 2e arrondissement, au Nord-Ouest : le 5e arrondissement. Le fleuve Oubangui baigne le Sud, sur les rives opposées, on distingue à l’Est : la ville de Zongo, à l’Ouest : l’île de Bongo Soua qui fait partie du 2e arrondissement.

## Quartiers
L’arrondissement est constitué de 15 quartiers, englobe une partie de la colline de Gbazabangui, ainsi que le camp Kassaï enclavé dans le 7e arrondissement. En 2003, quatre quartiers ont été recensés : 200 Villas, Centre ville, Cité Christophe, Sica Assana. D’autres quartiers se nomment : 14 Villas, 36 Villas, Village Indasso, Village Haoussa, La Colline, Point Zéro, Batignolles, Camp Fidèle Obrou, Camp de Roux, Camp Kassaï.

## Édifices et monuments
Dans le quartier du centre-ville au pied de la colline, se trouvent la Présidence, les principaux ministères et ambassades, les sièges des organismes internationaux et des grandes entreprises centrafricaines et étrangères, les grands hôtels.
- Présidence, Palais de la Renaissance
- État-Major des Forces armées centrafricaines, le Camp de Roux
- Le Trésor
- L’Hôtel de Ville siège de la Mairie de Bangui
- Cathédrale Notre-Dame de Bangui
- Lycée technique de Bangui
- Lycée des Martyrs
- Lycée Charles de Gaul
- L'Assemblée nationale
- Université de Bangui
- Alliance française de Bangui, rue du Poitou
- Monument BOGANDA
- Monument des Martyrs
- Stade Barthelémy BOGONDA
- Gendarmerie Nationale
- BARC (Bureau d'Affrontement Routier de Centrafrique)

### Ministères
| - Ministère des Finances - Ministère de la Justice - Ministère du Plan - Ministère du développement rural - Ministère des mines |  |  | - Ministère de l’environnement - Ministère des télécommunications - Ministère du commerce - Ministère de la santé |  | - Ministère de la Défense - Ministère des Affaires étrangères |

### Ambassades
| - Ambassade de France - Ambassade des États-Unis - Ambassade de Russie - Ambassade de la Libye - Ambassade de Chine |  |  | - Ambassade de la Guinée équatoriale |

### Organisations internationales
| - BEAC, Banque des États de l'Afrique centrale - FMI, Fonds monétaire international - Banque mondiale - Société Orange |  |  | - Unicef, Fonds des Nations unies pour l'enfance - FAO, Organisation des Nations unies pour l'alimentation et l'agriculture - OMS, Organisation mondiale de la santé |

### Économie et entreprises
- Socatel
- Enerca
- Sodeca
- Ports amont et aval

## Santé
L'arrondissement compte deux hôpitaux centraux :
- CNHUB, Centre national hospitalier universitaire de Bangui
- Complexe pédiatrique

## Sports
Sont situés dans l'arrondissement :
- Complexe sportif Barthélemy Boganda, stade 20 000 places, avenue des martyrs, rond-point.
- Stade Bonga Bonga, Cité Christophe

## Représentation politique
Le 1er arrondissement de Bangui constitue une circonscription électorale législative depuis 1993.
| Date d'élection | Identité               | Parti       |
| --------------- | ---------------------- | ----------- |
| 1993            | Faustin Zagui          | ADP         |
| 1998            | Louis-Pierre Gamba     | RDC         |
| 2005            | Jean-Baptiste Nouganga | PSD         |
| 2011            | Christian-Serge Lengbe | KNK         |
| 2016            | Augustin Agou          | indépendant |